# Pay Pal
Pay Pal é o vigésimo primeiro episódio da vigésima quinta temporada do seriado de animação de comédia de situação The Simpsons, sendo exibido originalmente na noite de 11 de Maio de 2014 pela Fox Broadcasting Company (FOX) nos Estados Unidos.

## Produção
"Pay Pal" foi escrito por David H. Steinberg. Esta é sua primeira participação como autor desta temporada. Foi dirigido por Michael Polcino, que faz a sua terceira participação nesta temporada(os outros dois episódios dirigidos por Michael foram Yolo e Diggs). O episódio conta com as participações de Carl Kassel e Peter Sagal, interpretando eles mesmos e John Oliver, que interpreta Booth Wilkes-John.

## Enredo
Marge jura não fazer amizades com nenhum casal quando Homer ofende seus novos vizinhos britânicos. Mas quando Lisa diz que ela também não precisa de amigos, Marge reconsidera a decisão.

## Recepção

### Crítica
Dennis Perkins, do The A.V. Club, deu ao episódio um "B", dizendo que "com alguns ajustes, o penúltimo episódio desta temporada poderia ter sido algo especial. A história central, sobre Marge tentando garantir que Lisa não cresça sem amigos, é o tipo de trama centrada na família, que muitas vezes produz os melhores episódios da série. Há boas piadas e também alguns momentos que afetam, e a relação Marge/Lisa continua a ser frutífera. O episódio possui uma trama muito bem estabelecida, forçando o núcleo emocional da história em uma louca corrida antes dos créditos finais".

## Audiência
A exibição original do episódio em 11 de maio de 2014 foi vista por 3,66 milhões de telespectadores. Foi o segundo show mais assistido da FOX na noite, perdendo para Family Guy, com 4,16 milhões de telespectadores.